# افعی کوهرنگی
افعی کوهرنگی (انگلیسی: Montivipera kuhrangica) که به‌طور عمومی به عنوان افعی کوهستان کوهرنگ شناخته می‌شود (به دلیل نام‌گذاری بر اساس کوهی که در آن یافت شده)، گونه‌ای از گرزه‌ماریان بومی ایران می‌باشد. این افعی، مانند دیگر افعی‌ها، زهرآگین است.

## ویژگی‌ها
این گونه را می‌توان از دیگر گونه‌ها به چندین روش تشخیص داد؛ از جمله تعداد نسبتاً بالای فلس‌های سر و فلس‌های بالای چشمی که به شکلی برجسته و مشخص دیده می‌شوند.

## تولید مثل
افعی کوهرنگی به روش جنسی تولیدمثل می‌کند و تخم‌زا-زنده‌زا است، به این معنا که تخم‌ها درون بدن مادر رشد کرده و سپس نوزادان زنده به دنیا می‌آیند.